# St.-Josefs-Kirche (Baborów)

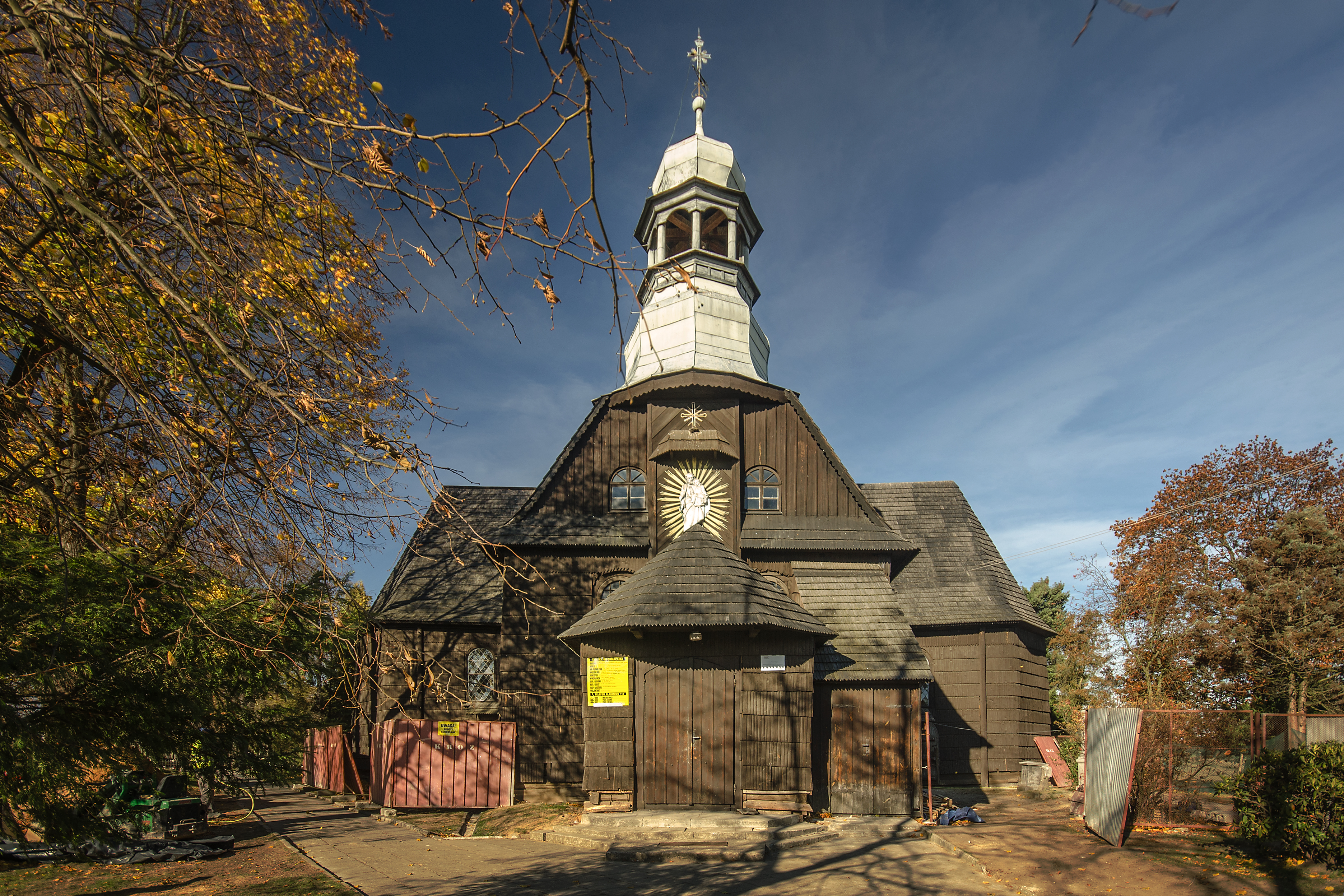
Kirche St. Josef – Südfassade

Die St.-Josefs-Kirche (Kościół św. Józefa) ist eine römisch-katholische Schrotholzkirche in der schlesischen Ortschaft Baborów (Bauerwitz) in der Woiwodschaft Opole. Das Gotteshaus liegt nördlich des Ortszentrums an der ul. Wiejska auf dem örtlichen Friedhof. Die Kirche ist eine Filiale der Pfarrei Mariä Geburt (Parafia Narodzenia NMP) in Baborów.

## Geschichte
Die Kirche wurde zwischen 1700 und 1702 im Auftrag von Pfarrer Simon Petrus Morloch errichtet. 1890 und 1920 erfolgten Sanierungsarbeiten am Gebäude. 
Die Kirche steht seit 1964 unter Denkmalschutz. Zwischen 1995 und 1996 erfolgten erneut Sanierungsarbeiten am Gebäude.

## Architektur und Ausstattung
Der Kirchenbau mit dreiseitig geschlossenen Querhäusern wurde auf dem Grundriss eines griechischen Kreuzes errichtet. Die Fassade und das Kirchendach sind verschindelt. An der Südseite der Kirche befindet sich ein kleiner Turm mit Zwiebelhaube und Laterne. 
Der Innenraum besitzt eine Holztonne mit Rippen und eine reich ausgestattete barocke Inneneinrichtung mit zahlreichen hölzernen Figuren und Ornamenten. Ein Gemälde des Hauptaltars zeigt die Heilige Sippe. Die Orgel stammt aus dem Jahr 1800. 